# 走马岭站
走马岭站是位于四川省广元市市中区盘龙村的一个铁路车站，邮政编码628002。车站建于1962年，有宝成铁路经过该站，现仅办货运业务，不办理客运业务，车站及其上下行区间均已电气化。车站距离宝鸡站365公里，隶属成都铁路局，是四等站。